# Dilar hornei
Dilar hornei är en insektsart som beskrevs av Robert McLachlan 1869.
Dilar hornei ingår i släktet Dilar och familjen Dilaridae. Inga underarter finns listade i Catalogue of Life.